# Eddie Svensson
Eddie Svensson, född 22 december 1981, är  Europa mästare i Grappling (-92kg) men är i grunden skolad inom den grek-romerska stilen. Svensson är född och uppvuxen i Norrköping men flyttade vid 18-års ålder till Stockholm för att träna på Spårvägens Brottningsklubb där han blev träningspartner med bland andra Jimmy Samuelsson, Ara Abrahamian, förre världsmästaren Martin Lidberg och hans bror Jimmy Lidberg. Efter 8 år i Stockholm bestämde sig Svensson för att flytta hem till sin familj i Norrköping. Hösten 2009 startade han, tillsammans med en god vän, en kampsportsklubb i Norrköping, Primate Lounge. Samma år blev Eddie Svensk Mästare i Fristilsbrottning, året efter det Svensk Mästare i Submission Wrestling och 2013 även Europa Mästare  i Grappling (Ungern).  Förutom att Eddie tävlat i mästerskapsnivå i Grekromersk brottning, Fristilsbrottning och Grappling så har han även representerat Svenska landslaget i både Ssireum (koreansk brottning) samt i Belt Wrestling. I dag driver Eddie kampsportsklubben Team East Sweden (www.teameastsweden.se) på heltid. Där han även arbetar aktivt med att hjälpa folk både fysiskt och psykiskt genom träningen och ett gott levnadssätt.

## Meriter
- 2006: Brons i SM i brottning, Grek-romersk -84kg
- 2007: Brons i SM i Lag-Fyrstads, Grek-romersk -96kg
- 2007: Brons i Ores Grand Prix, Grek-romersk -96kg
- 2007: Silver i Memorial Tournament of George Lurich, Grek-romersk -84kg
- 2007: Guld i Turniej Barborkowy, Grek-romersk -96kg
- 2008: Silver i SM i Lag-Fyrstads, Grek-romersk -84kg
- 2009: Guld i SM i fristilsbrottning -96kg
- 2010: Guld i SM i Submission Wrestling -91kg
- 2013  Guld i EM i Grappling -92kg